# Маркус Даніельсон
Маркус Даніельсон (швед. Marcus Danielsson, нар. 8 квітня 1989, Ескільстуна) — шведський футболіст, захисник клубу «Юргорден» та національної збірної Швеції.
Виступав, зокрема, за клуби Гельсінгборг ІФ, Вестерос СК та ГІФ Сундсвалль.
Володар Кубка Швеції.

## Клубна кар'єра
Народився 8 квітня 1989 року в місті Ескільстуна.
У дорослому футболі дебютував 2006 року виступами за команду клубу ІФК Ескільстуна, в якій провів один сезон, взявши участь у 32 матчах чемпіонату. 
Своєю грою за цю команду привернув увагу представників тренерського штабу клубу Гельсінгборг ІФ, до складу якого приєднався 2007 року. Відіграв за команду з Гельсінгборга наступні два сезони своєї ігрової кар'єри.
У 2009 році уклав контракт з клубом Вестерос СК, у складі якого провів наступні два роки своєї кар'єри гравця.  Більшість часу, проведеного у складі «Вестероса», був основним гравцем захисту команди.
З 2012 року п'ять сезонів захищав кольори команди клубу ГІФ Сундсвалль.  Граючи у складі ГІФ Сундсвалль також здебільшого виходив на поле в основному складі команди.
До складу клубу «Юргорден» приєднався 2018 року. Станом на 23 червня 2018 року відіграв за команду з Стокгольма 10 матчів в національному чемпіонаті.

## Виступи за збірні
У 2006 році дебютував у складі юнацької збірної Швеції, взяв участь у 5 іграх на юнацькому рівні.

## Досягнення
«Юргорден»
- Чемпіон Швеції: 2019
- Володар Кубка Швеції: 2017-18

Особисті досягнення
- Гравець року Аллсвенскан: 2019[1]
- Захисник року Аллсвенскан: 2019[1]
- Гравець місяця Аллсвенскан: липень 2019[2]